# روفوس جي. هيرنغ
روفوس جي. هيرنغ (بالإنجليزية: Rufus G. Herring)‏ هو ضابط أمريكي، ولد في 11 يونيو 1921 في روسبورو في الولايات المتحدة، وتوفي بنفس المكان في 31 يناير 1996.